# Puebla de Guzmán
Puebla de Guzmán è un comune spagnolo di 3 196 abitanti situato nella comunità autonoma dell'Andalusia.

## Geografia fisica
Il fiume Chanza segna il confine tra questo comune ed il Portogallo.